# Peter Baronsky
Peter Baronsky (* 29. Oktober 1932 in Eberswalde; † 21. Juli 2025 in Wolfsburg) war ein deutscher Handballspieler.
Nach Kriegsende 1945 kam Baronsky mit dreizehn Jahren nach Wittingen. Dort begann er auch beim VfL Wittingen mit dem Handballspiel. Später arbeitete er bei Volkswagen in Wolfsburg. Beim VfL Wolfsburg reifte er zum Nationalspieler.
Baronsky stand im gemeinsamen Aufgebot des Deutschen Handballbundes und des Deutschen Handballverbandes bei der Feldhandball-Weltmeisterschaft 1959, bei der die Mannschaft Weltmeister wurde. DHB-Präsident Ernst Feick hatte persönlich auf seinem Einsatz bestanden.
Für den Weltmeistertitel wurde Baronsky 1959 mit dem Silbernen Lorbeerblatt ausgezeichnet.